# Karos tuberculatus
Karos tuberculatus is een hooiwagen uit de familie Stygnopsidae.